# Stammlager VI K (326)

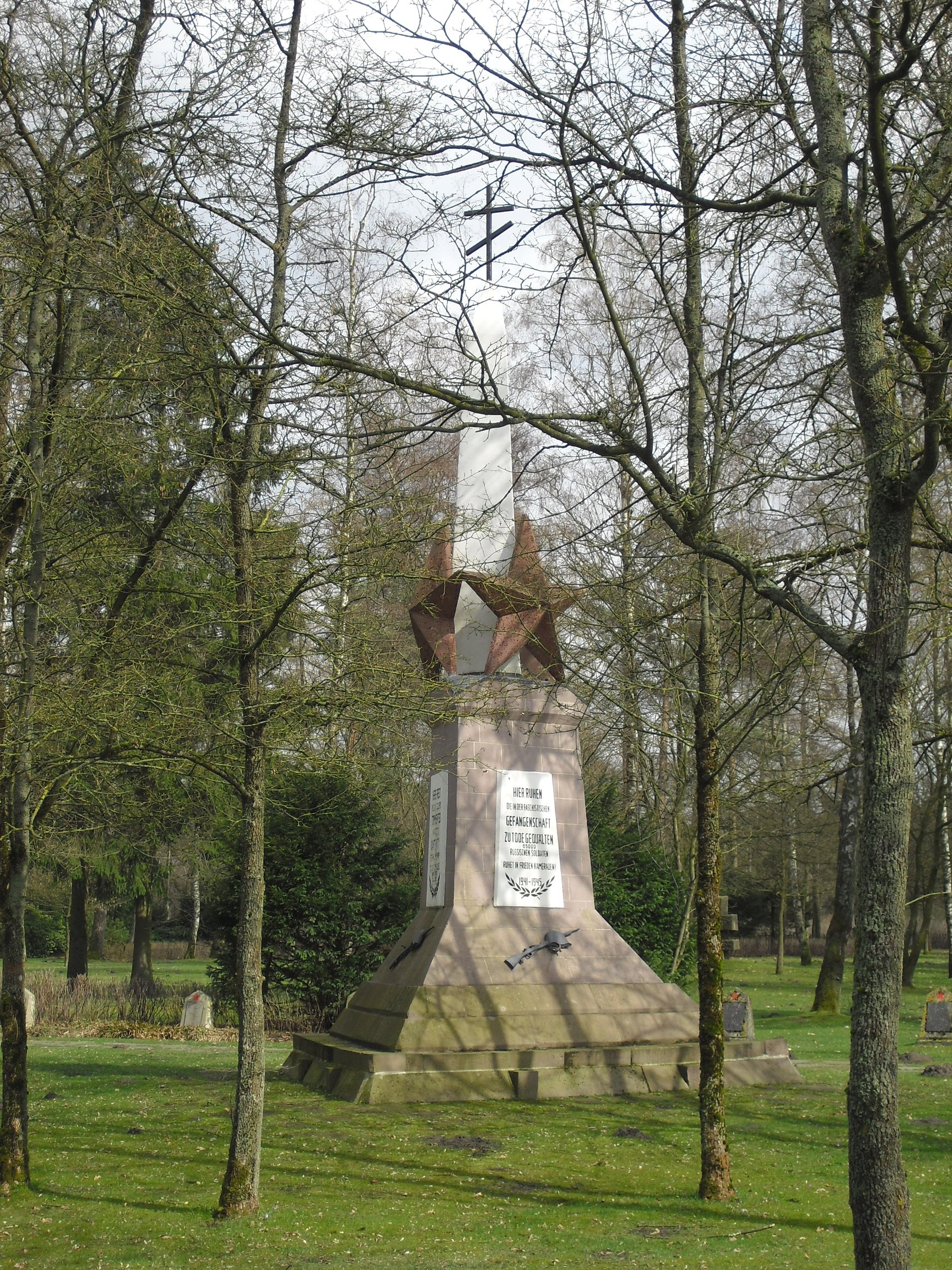
Obelisk auf dem Ehrenfriedhof

Das Stammlager VI K (326) (häufig auch: Stammlager 326 (VI K) Senne, kurz: Stalag 326 VI K) war von 1941 bis 1945 ein deutsches Kriegsgefangenenlager in der Senne bei Stukenbrock. Das Gelände liegt auf dem Gebiet der ostwestfälischen Stadt Schloß Holte-Stukenbrock im Kreis Gütersloh, Nordrhein-Westfalen.

## Geschichte

### Nationalsozialismus

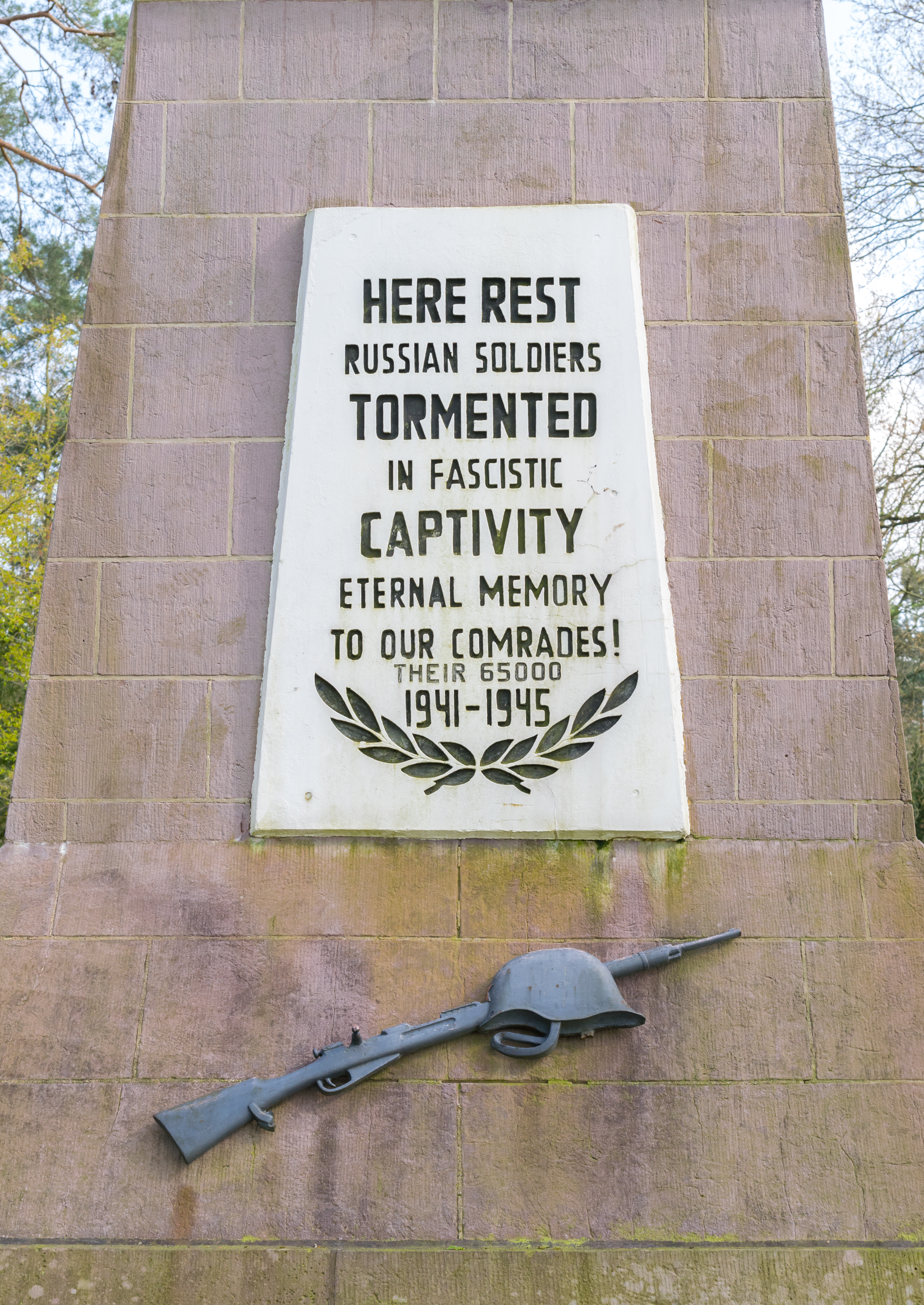
Gedenkschrift am Obelisken auf dem Ehrenfriedhof

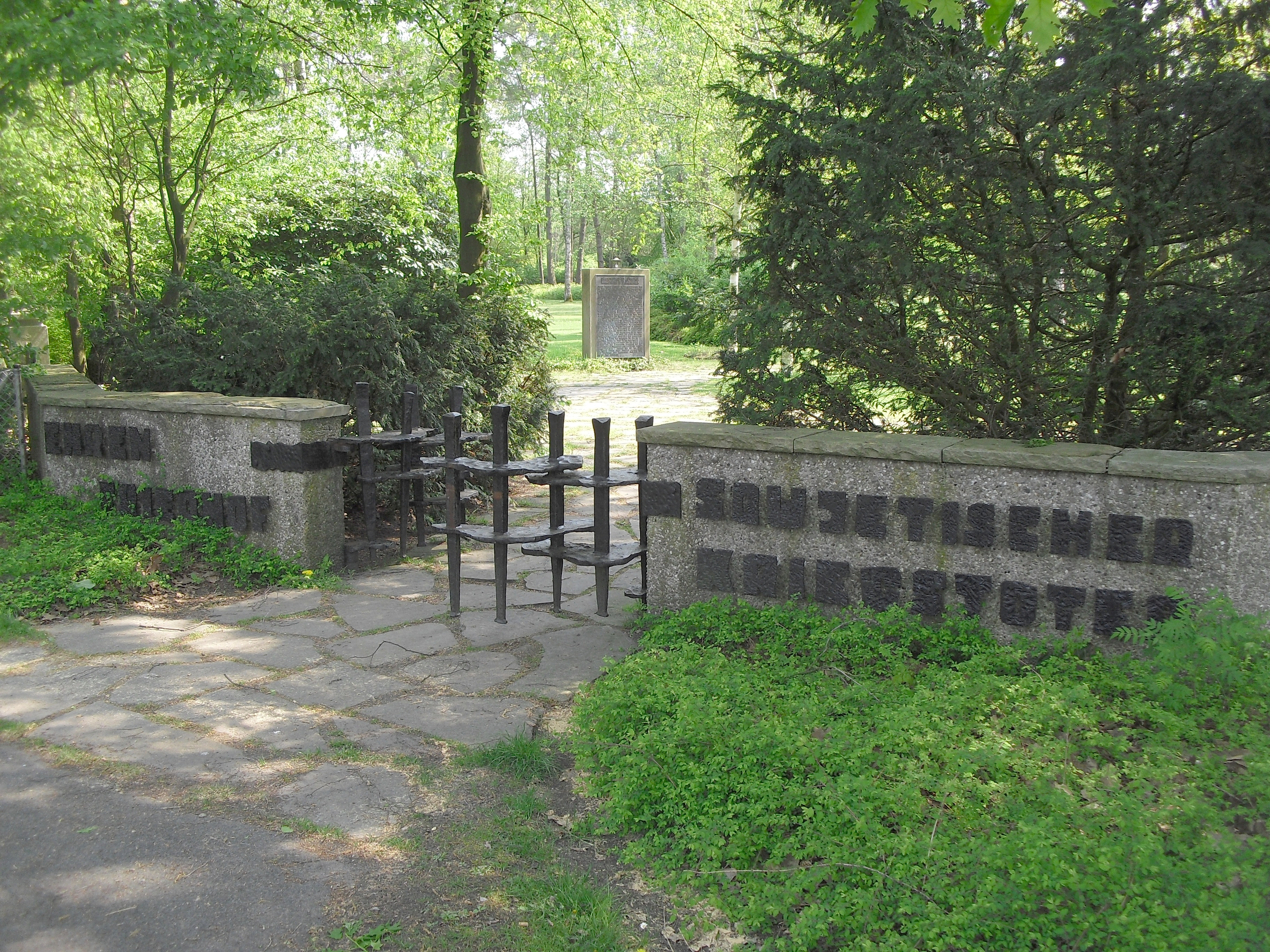
Eingang zum Ehrenfriedhof, gestaltet von Josef Rikus

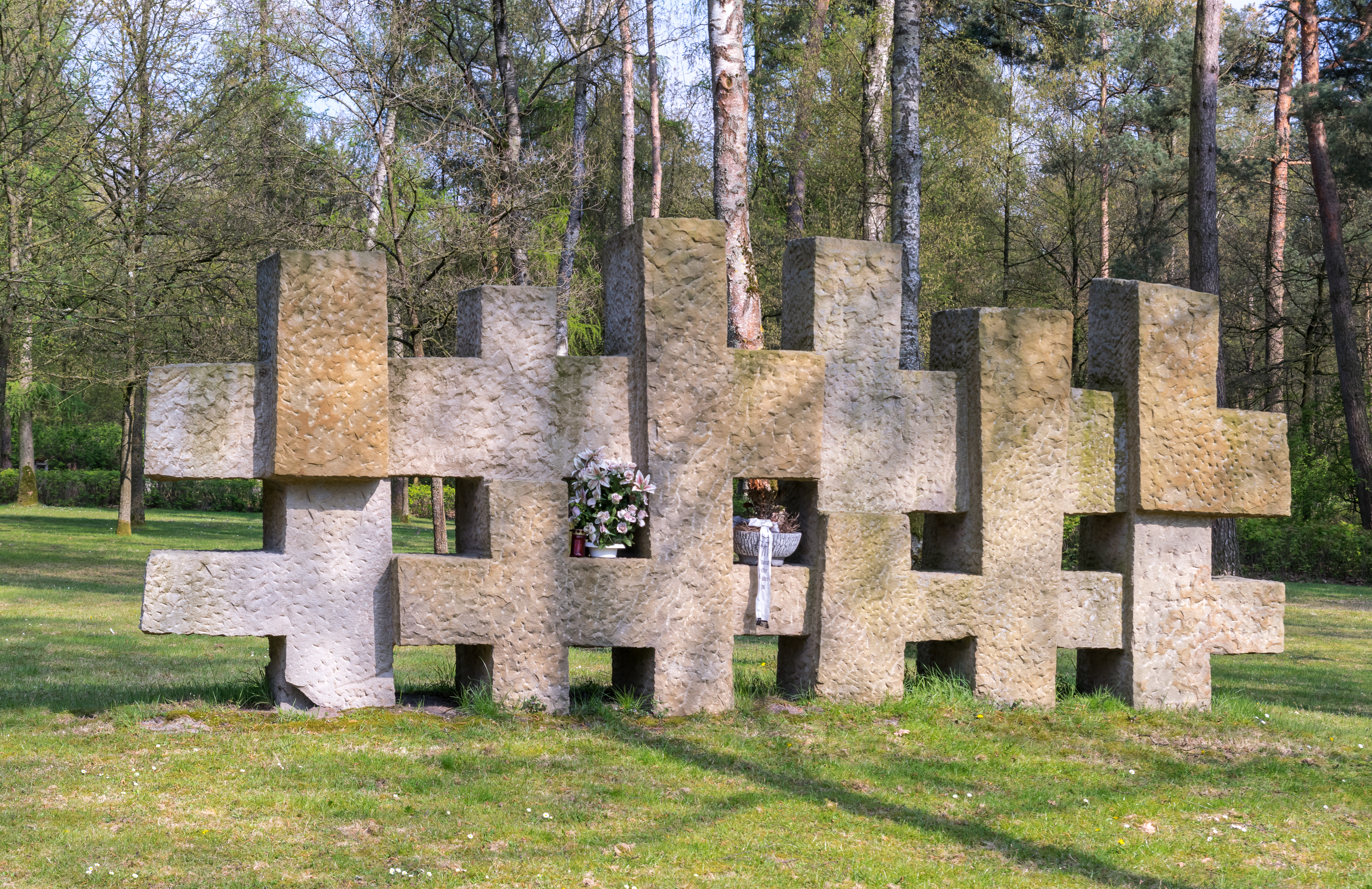
Kreuzgruppe gestaltet von Josef Rikus

Neben dem Lager Staumühle war das Stammlager 326 (VI K) eines der großen Kriegsgefangenenlager in der Senne. Am 10. Juli 1941 wurde das Lager auf einem leeren Feld mit ein paar Bäumen auf einer Länge von etwa 1000 Metern und einer Breite von 400 Metern aufgebaut. Es diente ab 1941 der Internierung sowjetischer Kriegsgefangener, ab 1942 auch der Internierung polnischer, serbischer und französischer Gefangener, ab 1943 auch von Italienern. Die Soldaten hatten Zwangsarbeit im Raum Ostwestfalen-Lippe zu leisten und wurden im Lager für den Ruhrbergbau gemustert.
Insbesondere die sowjetischen Soldaten wurden unter sehr schlechten Bedingungen im Lager inhaftiert. Sie mussten beispielsweise in selbst gegrabenen Erdhöhlen hausen, um sich vor Hitze und Kälte zu schützen. Die hygienischen Zustände waren verheerend. In den ersten Jahren breiteten sich Krankheiten wie Ruhr und Fleckfieber aus. Gesicherte Opferzahlen sind nicht bekannt, jedoch geht man von 15.000 bis 70.000 während der Haft verstorbenen Personen aus. Das Lager diente vor allem als Rekrutierungs- und Durchgangslager für mehr als 300.000 sowjetische Kriegsgefangene, die teilweise als Zwangsarbeiter in umliegenden Höfen und Betrieben sowie im Ruhrbergbau eingesetzt wurden.

### Nach der Befreiung durch die US-Armee
Nachdem das Lager von den amerikanischen Soldaten der 9. US-Armee Anfang April 1945 befreit wurde, wurde das Lager auch für deutsche Kriegsgefangene genutzt, während in einem anderen Teil (wie auch im Hutted Camp bei Augustdorf) die ehemaligen sowjetischen Kriegsgefangenen auf ihre Repatriierung warteten, die dann ab Sommer 1945 erfolgte. Wie auch im Lager Staumühle betrieben die britischen Militärbehörden im ehemaligen Stalag von Herbst 1946 bis Anfang 1948 ein Internierungscamp für führende Nationalsozialisten ihrer Besatzungszone. Etwa 9000 deutsche Kriegsgefangene, mutmaßliche Kriegsverbrecher und NSDAP-Funktionäre waren hier gefangen. Dieses Lager trug die Bezeichnungen Internierungslager Eselheide Civil Internment Camp (C.I.C.) Nr. 7.

### Unterbringung von Vertriebenen
Nach Auflösung des Civil Internment Camps bezogen ab Anfang 1948 Heimatvertriebene aus den ehemaligen deutschen Ostgebieten das nun als Sozialwerk Stukenbrock bezeichnete Gelände. Bis zum Ende des Sozialwerks im Jahr 1970 lebten 2500 Menschen in der Siedlung. Erst 1977 verließen die letzten dieser Flüchtlinge das Lager.

### Polizeischule
Seit 1970 befindet sich auf dem Gelände des ehemaligen Stammlagers das Polizeiausbildungsinstitut und heutige Bildungszentrum der Polizei „Erich Klausener“ des Landesamtes für Ausbildung, Fortbildung und Personalangelegenheiten (LAFP) des Landes Nordrhein-Westfalen. Es dient der Polizei als „Bildungszentrum für fachpraktisches Training“.

## Erinnerungskultur
Die Erinnerungskultur an das Stalag war Gegenstand jahrzehntelanger Auseinandersetzungen und war geprägt vom Antibolschewismus. So wurde Anfang der 1950er-Jahre das Denkmal auf dem St.-Achatius-Friedhof entfernt, das an die 42 im Lager erschossenen Offiziere der Roten Armee erinnerte, und durch einen Gedenkstein für die Opfer der Vertreibung ersetzt. 1956 versuchte die Gemeindeverwaltung von Stukenbrock zudem, die von ehemaligen Gefangenen errichtete Gedenkstätte auf dem Ehrenfriedhof zu entfernen.

### Ehrenfriedhof sowjetischer Kriegstoter

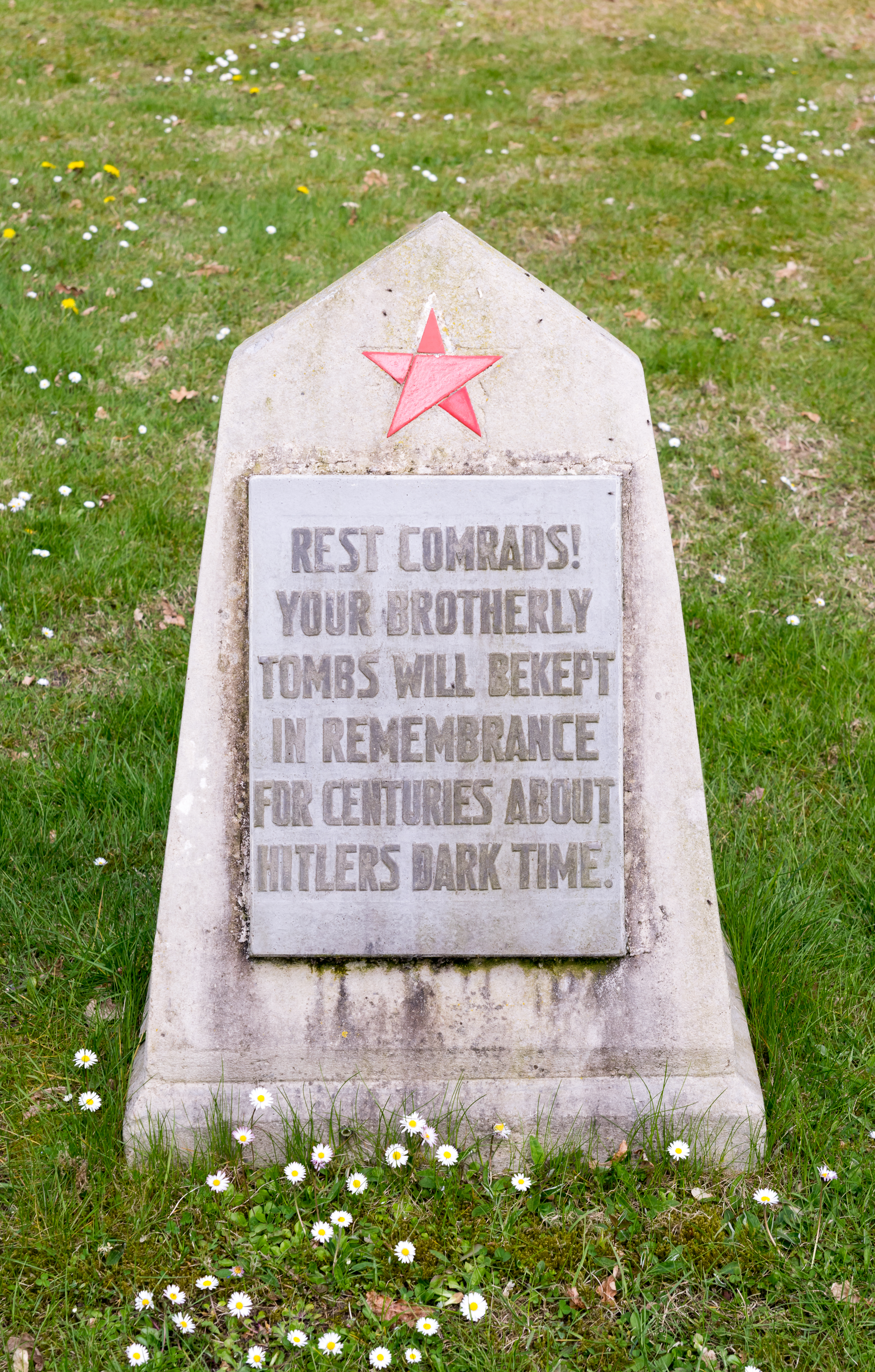
Grabstein mit Inschrift: "Rest comrads! Your brotherly tombs will be kept in remembrance for centuries about Hitlers dark time."

In Stukenbrock-Senne erinnert der sowjetische Ehrenfriedhof an die Opfer des Stalags (Lage). Hier wurden in 36 Massengräbern mehrere zehntausend Tote verscharrt. Die Mitarbeiter der Gedenkstätte konnten mehr als 15.000 Namen dem Ehrenfriedhof sowjetischer Kriegstoter zuordnen. Insgesamt wird geschätzt, dass dort zwischen 15.000 und 65.000 Tote begraben sind. Der Friedhof wurde nach der Befreiung durch die US-Armee von den ehemaligen Gefangenen umgestaltet und am 2. Mai 1945 eingeweiht. Ebenfalls wurde ein Obelisk, auf dessen Spitze die Flagge der Sowjetunion aus Glas angebracht wurde, errichtet.
Siehe auch Sowjetische Kriegsgräberstätten in Deutschland.

### Gedenkveranstaltung Blumen für Stukenbrock

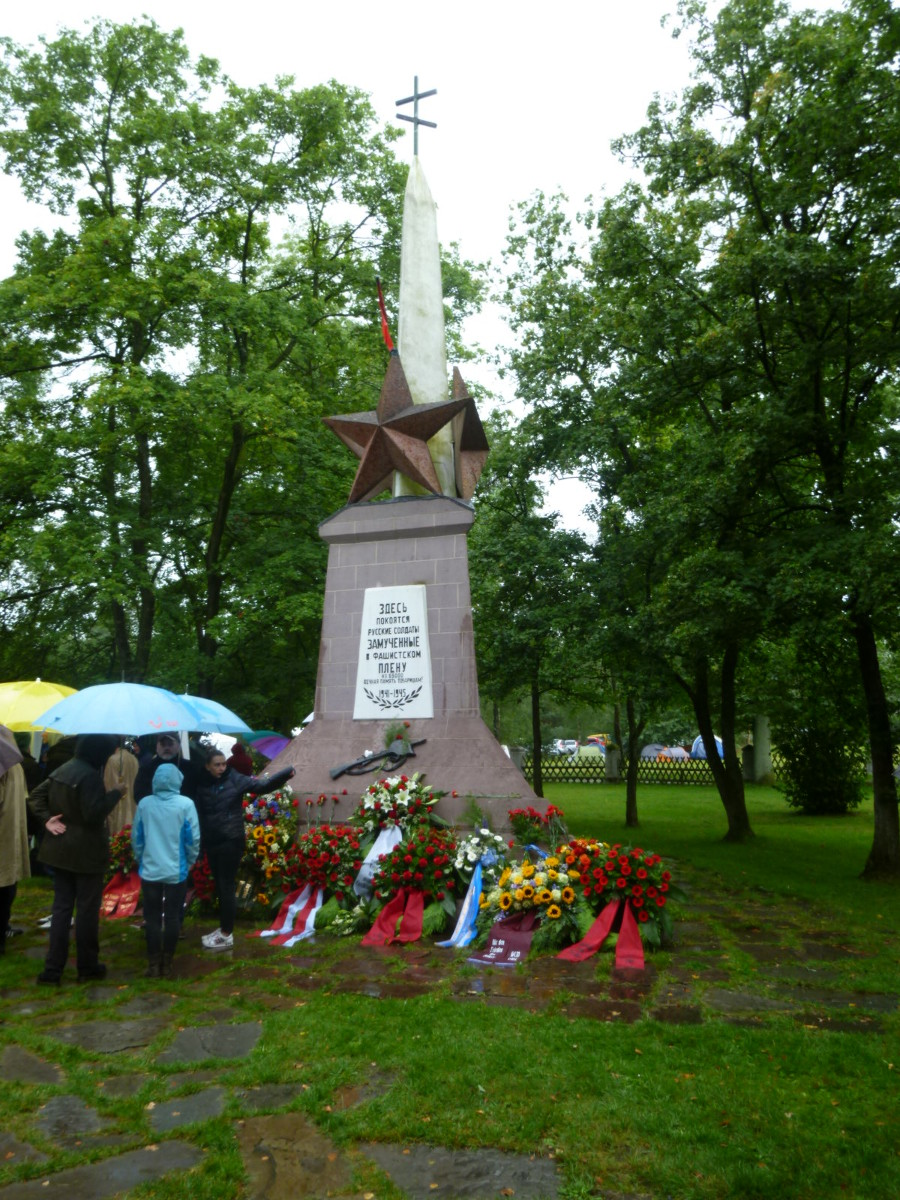
Gedenkveranstaltung Blumen für Stukenbrock 2015

1967 wurde im Rahmen des Antikriegstages (1. September) von Jungsozialdemokraten, Gewerkschaftern, Christen, Friedensbewegten und Mitgliedern der Deutschen Kommunistischen Partei zum ersten Mal die alljährliche Gedenkveranstaltung an dem sowjetischen Ehrenfriedhof abgehalten. Dabei wurde auf jedem Grabstein eine Blume abgelegt, weswegen der Name Blumen für Stukenbrock für die Gedenkveranstaltung gewählt wurde. Die Gedenkveranstaltung wird heute vom Arbeitskreis „Blumen für Stukenbrock“ organisiert.
Die Veranstaltung rief zu Zeiten des Kalten Krieges massive Kritik hervor. Kritiker waren unter anderem Funktionsträger aus Schloß Holte-Stukenbrock, die befürchteten, die Gemeinde bekomme einen schlechten Ruf, wenn sie mit dem Kriegsgefangenenlager in Verbindung gebracht würde. Auch der Verfassungsschutz beobachtete die Gedenkveranstaltung.

### Obelisk
Ein Obelisk trägt die Inschrift:

„HIER RUHEN DIE IN DER FASCHISTISCHEN GEFANGENSCHAFT ZU TODE GEQUÄLTEN 65.000 RUSSISCHEN SOLDATEN. RUHET IN FRIEDEN 1941–1945“

Der Obelisk auf dem Ehrenfriedhof war bereits mehrfach Gegenstand von Diskussionen. Bei seiner Fertigstellung hatten ehemalige Kriegsgefangene im Mai 1945 auf der Spitze die Flagge der Sowjetunion aus Glas angebracht. 1956 wurde versucht, den Obelisk vollständig zu entfernen. Dieser Versuch wurde von Britischen Armee und der Sowjetischen Militärmission gestoppt. Die Fahne auf der Spitze blieb allerdings verschwunden, und an ihrer Stelle wurde ein orthodoxes Kreuz auf die Spitze des Obelisken gesetzt. 1988 wurden Friedhof und Obelisk unter Denkmalschutz gestellt.
Im Jahr 2004 bat der Arbeitskreis Blumen für Stukenbrock die Staatskanzlei des Landes Nordrhein-Westfalen, den ursprünglichen Zustand des Obelisken wiederherzustellen. Dem wurde durch einen Beschluss der Landesregierung von 2005 stattgegeben.
Eine entsprechende Maßnahme wurde 2006 von NRW-Landesminister für Bauen und Verkehr Oliver Wittke in einem Schreiben an den russischen Botschafter angekündigt, jedoch nicht umgesetzt. Ein Erlass des Bauministeriums lag der Bezirksregierung Detmold vor, aber ein Konsens mit der Orthodoxen Kirche scheiterte, als im August 2007 auf ein Schreiben der Bezirksregierung mit der Bitte um Mithilfe bei der Wahl eines neuen Standorts für das zu entfernende Kreuz keinerlei Unterstützung durch die Kirche erfolgte.
Der Rat der Stadt Schloß Holte-Stukenbrock sprach sich in einem Beschluss vom 6. November 2007 für den Erhalt des Kreuzes auf dem denkmalgeschützten Obelisken aus.
Nach einer erneuten Erinnerung des Arbeitskreises „Blumen für Stukenbrock“ an die neu gewählte Landesregierung im November 2010 erfolgte dann in einem Schreiben vom 8. März 2011 die Zusage zur Umsetzung des Beschlusses von 2005, mit der Ankündigung, das Kreuz zunächst einlagern zu wollen. Dem entgegen standen nach Presseberichten Bedenken der Bezirksregierung Detmold, die befürchtete, eine Veränderung des Obelisken würde den denkmalgeschützten Zustand von 1988 (mit Kreuz) verfälschen.
Die Orthodoxe Bischofskonferenz in Deutschland ließ am 8. April 2011 durch Nikolaus Thon mitteilen, man wolle das Kreuz nicht durch ein Symbol der Kirchenverfolgung ersetzen, das ein angemessenes Symbol zum Gedenken an die russischen Opfer des Nationalsozialismus sei.

### Gedenkstätte Stalag 326 (VI K) Senne
Der Arbeitskreis Blumen für Stukenbrock forderte jahrzehntelang eine angemessene Gedenk- und Dokumentationsstätte. Erst 1989 kam Bewegung in die Forderung, da der Friedhof ins Blickfeld einer größeren Öffentlichkeit geriet, als dieser gemeinsam von Hannelore Kohl, Christina Rau und Raissa Gorbatschowa am Rande eines Staatsbesuchs besucht wurde.
Daraufhin gründeten engagierte Bürger den Förderverein Gedenkstätte Stalag 326 (VI K) Senne e. V., welcher sich um die Errichtung einer Gedenk- und Dokumentationsstätte bemühte. Die Dokumentationsstätte wurde 1996 im ehemaligen Arresthaus auf dem Gelände der Polizeischule eröffnet. Neben den hauptamtlichen Mitarbeitern leisten die ehrenamtlichen Mitarbeiter über 2 000 Stunden jährlich. Seit 1996 haben bereits über 50 000 Besucher die Gedenkstätte besucht bzw. an Führungen, Studientagen, Workshops, Tagungen und Vorträgen teilgenommen.
Am 6. Mai 2015 besuchte Bundespräsident Joachim Gauck die Gedenkstätte. Er mahnte dabei eine stärkere Würdigung des Leids sowjetischer Kriegsgefangener im Rahmen einer größeren Gedenkstätte an und enthüllte eine Gedenkstele mit rund 900 Namen von Opfern des Stalag.

#### Debatte um die Umgestaltung der Gedenkstätte
Der Landtag NRW beschloss am 25. November 2016 ohne Gegenstimmen eine Entschließung zur weiteren Pflege und zum Ausbau von NS-Erinnerungsorten in Nordrhein-Westfalen, die ausdrücklich auf das Stalag 326 und die Rede des Bundespräsidenten und seiner Forderung nach einer angemessenen Gedenkstätte für das Stalag Bezug nahm.
Der Landtagspräsident André Kuper ernannte 2017 einen Lenkungskreis aus Politikern und Einrichtungen vor Ort, um die Gedenkstätte voranzubringen.
Die Regionalgruppe OWL von Gegen Vergessen Für Demokratie e. V. veröffentlichte im Frühjahr 2020 eine Denkschrift, in welcher sie ihre Vorstellungen für eine würdige Gedenkstätte thematisierte. So sollen nach deren Vorstellungen dort die Namen und Biographien der Kriegsgefangenen, soweit bekannt, sichtbar gemacht werden. Ebenso sollte das Stalag 326 als ein integraler Teil des Vernichtungskrieges gegen die Sowjetunion und die Beteiligung der Wehrmacht an diesem herausgestellt werden. Auch sollte die weitere Verfolgung unter Stalin nach der Rückkehr in die Sowjetunion nicht vernachlässigt werden. In Bezug auf die Weiterbenutzung für Vertriebene sollten vor allem die Vertreibungsmythen und Vertreibungswahrheiten thematisiert werden.
Der Landschaftsverband Westfalen-Lippe (LWL) veröffentlichte im Herbst 2020 in Zusammenarbeit mit der Landeszentrale für politische Bildung eine Machbarkeitsstudie für eine größere Gedenkstätte. In dieser wird auch das touristische Potenzial der Gedenkstätte für die Region hervorgehoben.
Im Dezember 2020 beschloss der Landtag von NRW die Förderung eines Projektes zur Umgestaltung der Gedenkstätte mit insgesamt 25 Millionen Euro. Der Bund bewilligte im Dezember 2020 25 Millionen Euro.
Elmar Brok, der im Lenkungsausschuss des Projektes mitarbeitet, erklärte Ende Dezember, das „neue“ Stalag 326 solle ein „Mahnmal gegen alle Diktaturen im Europa des 20. Jahrhunderts“ werden. Kritiker, wie der Arbeitskreis Blumen für Stukenbrock und Die Linke Gütersloh, befürchten daher Geschichtsrevisionismus.
Im März 2021 veröffentlichte der Landschaftsverband Westfalen-Lippe einen längeren Text für das Konzept der Gedenkstätte, danach soll die Zeitschichten der Gedenkstätte nicht nur die Kriegszeit betreffen, sondern ebenso die weiteren Entwicklungen, ohne die gravierenden Unterschiede zwischen den Phasen zu nivellieren. Die Gedenkstätte könne so über einen Gedenkort der Erinnerung an die Gräuel der NS-Zeit hinausgehen und die Konsequenzen von Diktatur und Krieg im an der darunter leidenden Menschen aufzeigen.
Die Fraktion der Partei Die Linke in der Landschaftsversammlung Westfalen-Lippe veröffentlichte im April 2021 eine Anfrage an den Landschaftsverband Westfalen-Lippe mit den Fragen u. a., welche Mitglieder der Lenkungskreis habe, wann die komplette Machbarkeitsstudie öffentlich gemacht und ob es eine weitere öffentliche Ausschreibung geben werde.
Die Junge Welt veröffentlicht im April 2021 Zitate aus der Machbarkeitsstudie. Danach sollen in der Gedenkstätte auch zusammenhangslos an die „Opfer der SED-Diktatur“ erinnert und vermeintliche „Hierarchien“ und „Handlungsspielräume“ der Gefangenen dargestellt werden. Ziel sei es, vorschnelle Meinungen über den Nationalsozialismus und scheinbar klare Deutungen desselben zu hinterfragen und die Auseinandersetzung mit dem ›Dritten Reich‹ dadurch deutungsoffener und interessanter zu machen. Eine Bezugnahme der Gedenkstätte auf die politischen Verhältnissen in der DDR wurde in der Vergangenheit bereits durch Klaus-Dietmar Henke abgelehnt.
Die Linke Paderborn befürchtet ebenfalls Relativierung der NS-Verbrechen und kritisiert zusätzlich, dass die vollständige Machbarkeitsstudie weiterhin unter Verschluss gehalten wird.
Der Rosa-Luxemburg-Club Bielefeld kritisiert das Gedenkstättenkonzept „Zeitschichten“. Da dieses auch die Nachgeschichte des Lagers thematisiere, d. h. die Nutzung als Internierungslager für angeklagte Nazifunktionäre, als Lager für Flüchtlinge und Vertriebene (Sozialwerk Stukenbrock), schließlich für Aussiedler aus der DDR, würden die qualitativen Bedeutungen der jeweiligen Ereignisse verschwinden. Der Mitbegründer des Arbeitskreises Blumen für Stukenbrock Werner Höner befürchtet durch das Konzept geschichtsrevisionistische Perspektiven, indem die Menschen zu Opfern zweier Diktaturen gemacht werden.
Mit der Entwicklung Bildungskommunikation der Gedenkstätte wurde die Organisation Klett MINT beauftragt, deren Expertise eigentlich in den Naturwissenschaften liegt.
Der LWL dagegen betont Ende März 2022, dass die Gedenkstätte nicht, wie von einigen befürchtet, zu einem „Disneyland der Erinnerungskultur“ werden würde.

#### Finanzierungsblockade durch Gütersloh Ende 2023 und Kompromissfindung
Mit den Stimmen von AfD, CDU und Freien Wählern stoppte der Gütersloher Kreistag Ende September 2023 die Finanzierung der Gedenkstätte in Höhe von 400.000 Euro. Der auf Förderung angewiesene Betreiberverein schloss aus Protest daraufhin die Gedenkstätte. Auf Intervention des Gütersloher Landtagsabgeordneten und Landtagspräsidenten André Kuper (CDU), der die Einrichtung der Gedenkstätte maßgeblich mit vorangetrieben hatte, einigten sich Land und Kreis Gütersloh auf den Kompromiss. Dieser sieht vor, die Investitionssumme für die Gedenkstätte von 64 auf 50 Millionen Euro zu kürzen und die jährlichen Betriebskosten von 5,6 auf 4,2 Millionen Euro zu reduzieren. Auf den Kreis Gütersloh entfallen dabei 210.000 Euro plus einem Inflationsausgleich. Der Kreistag stimmte diesem Kompromiss am  18. März 2024 zu (52 dafür, sechs Gegenstimmen von AfD, UWG/FWG und CDU).
Die Gedenkstätte ist zweimal in der Woche (mittwochs und donnerstags) besuchbar.